# ORP Bałtyk (1954)
ORP Bałtyk – polski okręt hydrograficzny, następnie okręt rozpoznawczy projektu 2 (według innych źródeł B-63). Jest to drugi okręt noszący tę nazwę.
Okręt ten został zaprojektowany w Polsce i zbudowany w Stoczni Gdańskiej, na bazie trawlera rybackiego projektu B-10 (budowanego pod numerem B-10/56). Do służby wszedł 7 listopada 1954, uzupełniając mniejszy okręt hydrograficzny „Kompas”. Od tej pory wypełniał zarówno zadania hydrograficzne i szkoleniowe dla Marynarki Wojennej, jak i zadania naukowe dla instytucji cywilnych, jak PAN i Przedsiębiorstwo Poszukiwań Geofizycznych. Między innymi, w 1957, rozpoczął rejsy na Spitsbergen z ekipą naukową PAN. W tym samym roku, jako pierwszy polski okręt, odbył wizytę w portach NRD.
Już w 1963 roku przystosowano okręt do pełnienia także zadań rozpoznania radioelektronicznego poprzez montaż radzieckiej stacji rozpoznania radiotechnicznego Bizań-4A. Stał się on pierwszym okrętem w polskiej Marynarce Wojennej służącym do tego celu. W 1968 roku, w związku związku z zamiarem zastąpienia go w służbie przez nowy okręt hydrograficzny ORP „Kopernik”, zdecydowano przebudować „Bałtyk” na okręt rozpoznawczy. Prace prowadzone były od kwietnia do września 1969 roku w Stoczni Marynarki Wojennej w Gdyni. Otrzymał on wówczas wyposażenie elektroniczne, służące do przechwytywania i analizy emisji radiowej i radarowej jednostek potencjalnego nieprzyjaciela (rozpoznanie radioelektroniczne). W skład wyposażenia weszły m.in. stacje rozpoznania systemów radiolokacyjnych RPS-1 i RPS-2 (zastąpione później przez RPS-3), stacja namierzania systemów radiolokacyjnych Bizań-4A, odbiornik sygnałów radiolokacyjnych Dniepr-1K i odbiorniki rozpoznania radiowego. Przed dotychczasową nadbudówką dobudowano nową dwupiętrową nadbudówkę. Jednocześnie okręt przesunięto z III do II rangi, a załoga zwiększyła się z 60 do 82 osób (etat wojenny: z 72 do 89 osób). Gotowość operacyjną do wykonywania pełnego zakresu zadań uzyskał 10 października 1970 roku. W styczniu 1974 roku wszedł w skład nowo sformowanej Grupy Okrętów Hydrograficznych (nazwa była myląca w celu maskowania operacyjnego). W czerwcu 1975 roku okręt uczestniczył w ćwiczeniach o kryptonimie Posejdon-75. W 1979 roku otrzymał numer taktyczny: 264.
ORP „Bałtyk” został wycofany ze służby wraz z opuszczeniem bandery 6 grudnia 1982 roku. Przez rok służył jeszcze jako portowa jednostka grzewcza, potem został złomowany. W czasie 28 lat służby okręt przebył ponad 100 000 mil morskich. W roku 1976 zdobył miano najlepszego okrętu Marynarki Wojennej w grupie okrętów specjalnych.